# دوري الدرجة الأولى الروماني 1958–59
دوري الدرجة الأولى الروماني 1958–59 (بالرومانية: Divizia A 1958-1959)‏ هو الموسم 41 من  دوري الدرجة الأولى الروماني. أقيم خلال الفترة 24 أغسطس 1958 وحتى 10 يونيو 1959، وأشرف على تنظيمه اتحاد رومانيا لكرة القدم، وكان عدد الأندية المشاركة فيه  12، وفاز فيه نادي بترولول بلويشتي بعد أن لعب 22 مباراة وفاز بـ 15 منها.

## نتائج الموسم
| المركز | فريق                 | لعب | ف  | ت | خ | له | عليه | ف.أ | نقاط | ملاحظة |
| ------ | -------------------- | --- | -- | - | - | -- | ---- | --- | ---- | ------ |
| 1      | نادي بترولول بلويشتي | 22  | 15 | 1 | 6 | 47 | 23   | +24 |      |        |